# Amastra umbilicata
Amastra umbilicata е изчезнал вид коремоного от семейство Amastridae.

## Разпространение
Този охлюв е бил ендемичен за Хаваите.